# Euphydryas magnifica
Euphydryas magnifica är en fjärilsart som beskrevs av Clark 1927. Euphydryas magnifica ingår i släktet Euphydryas och familjen praktfjärilar. Inga underarter finns listade i Catalogue of Life.